# EC 바나나 사건
EC 바나나 사건은 유럽 공동체(EC)의 바나나 수입관세에 관한 국제통상법상 분쟁이다.

## 역사
1975년 2월에 유럽 공동체(EC) 9개국은 과거 식민지였던 46개국의 아프리카, 카리브 및 태평양 연안국(Africa, Caribbean and Pacific: ACP)과 로메 협정을 체결, 이들 국가로부터 수입하는 광물 등 원자재에 대해 특혜관세를 부여해왔다. 1993년 7월 이전까지 EC의 각 회원국은 독자적으로 바나나 수입체제를 운영하고 있었으며 1993년 7월에 EC는 유럽 연합의 출범을 앞두고 개별적으로 운영되던 바나나 수입정책을 EC 공동정책으로 개편하여 지역별로 차별적인 할당관세제도를 적용하였다.
이로 인해 주요 바나나수출국이며 ACP에 속하지 않는 라틴 아메리카의 국가들, 에콰도르, 과테말라, 온두라스, 멕시코 및 미국이 EC를 상대로 WTO에 제소하게 된다.

## 구조
바나나 수입은 크게 3가지 종류로 구분된다.
1. 전통 ACP 국가로부터의 수입
2. 비전통 ACP국가로부터의 수입
3. ACP국가 외의 제 3국으로부터의 수입

## 주장
제소국은 관세혜택이 GATT 제1조(최혜국대우원칙), 제3조(내국민대우원칙), 제11조(수량제한금지원칙), 및 개도국에 대한 특별 대우원칙을 선언한 GATT 제4부 등에 위반된다고 주장하며 GATT에 제소하였다.
피제소국은 위 조치가 오래전부터 유지해 왔고 PPA에 의해 정당화되며, 제소국들이 이를 오랫동안 묵인하였기 때문에 국제법상 금반언원칙 등에 반하며, 로메협정은 EU와 ACP제국간에 체결된 자유무역지역협정이라 할 것이므로 ACP제국들에 대해 특혜조치를 부여하는 것은 문제가 없다고 반박하였으나 패소하였다. 패널은 특혜관세대우방식이 GATT 제1조의 최혜국대우원칙에 반한다는 결정을 내렸다.